# Рогатик (село)
Рогатик — село в Должанском районе Орловской области России.
Административный центр Рогатинского сельского поселения в рамках организации местного самоуправления и центр Рогатинского сельсовета в рамках административно-территориального устройства.

## География
Расположено в 16 км к востоку от райцентра, посёлка городского типа Долгое, и в 152 км к юго-востоку от центра города Орёл.

## Население
| 2002 | 2010 |
| ---- | ---- |
| 365  | ↘263 |

Согласно результатам переписи 2002 года, в национальной структуре населения русские составляли 95 % от жителей.